# Volleyball Danmark
Volleyball Danmark är ett specialidrottsförbund för volleyboll och beachvolleyboll i Danmark. Det grundades 18 december 1954 och har sitt säte i Brøndby. Förbundet organiserar seriesystemet, med VolleyLigaen (damer/herrar) som översta nivå samt landslagen (damer/herrar).
Förbundet är relativt litet med omkring 10 anställda. År 2020 hade förbundet 16 007 medlemmar, ett medlemsantal som varit relativt stabilt under 2000-talet Förbundet är medlem av Danmarks Idræts-Forbund (DIF), Fédération Internationale de Volleyball (FIVB) och Confédération Européenne de Volleyball (CEV).